# 2024年江西新余店铺火灾事故
2024年江西新余店铺火灾事故，又称1·24新余店铺火灾事故，是于2024年1月24日15时24分发生在中国江西省新余市渝水区天工南大道佳乐苑沿街店铺地下一层的火灾事故，共造成39人遇难，9人受伤。

## 事故背景
2023年12月21日，江西省新余市渝水区河下镇万商红商城发生一起店铺火灾事故，造成2人死亡。该起事件后，新余市曾进行火灾隐患排查整治工作，并召开全市安全防范工作会议。
据央视新闻报道，本次发生火灾事故的商铺所在大楼还有一间网吧和一家培训机构。

## 事故救援和調查
2024年1月25日上午，江西省新余市方面表示，事發店铺地下一层冷库装修时，施工人员违规动火造成火災。火災發生時浓烟通过楼道涌入至二楼的一家培训机构和宾馆，當時在二樓参加普通高等教育专科升本科考试培訓的高职院校学生和住宿旅客因而受困。有學生在事故中遇難。
事故发生后，新余市消防支队先后调派10个消防站共20辆消防车、118名救援人员赶赴现场处置。截至24日18时20分，共搜救出48人，其中39人死亡、9人送医救治。18时50分，现场明火被扑灭。20时50分，现场救援力量陆续撤离。 同时，教育机构负责人等12名相关责任人已被警方控制。
1月26日，国务院成立调查组，由应急管理部牵头，公安部、全国总工会等相关机构和方面参加，对1·24新余店铺火灾事故进行调查。
9月，国务院调查组调查认定，此次事故是一起因涉事房主违法违规改变商住综合楼地下一层用途用作出租经营，冷库建设施工单位违规建设冷库时起火，涉事建筑先天存在防火分隔重大缺陷，教育培训机构和宾馆违规经营导致的生产安全责任事故。
10月16日，包括江西省新余市委、市政府，渝水区委、区政府，以及江西省和新余市、渝水区教育、消防、人防、住房和城乡建设、城管、公安等部门在内的52名公职人员进行了严肃处理。另有3人因为涉嫌严重违纪违法和职务犯罪被处理。江西省公安机关隨後對10名涉案人员立案侦查。

## 各方反应
火灾发生后，中共中央总书记习近平对事故作出指示，要求坚决遏制各类安全事故，确保人民群众生命财产安全。 国务院总理李强进行批示，国务院副总理张国清率有关部门负责人员赶赴现场指导事故处置工作。 当地应急、消防、公安、120救援等部门赶赴现场进行救援，新余市渝水区成立火灾处置应急指挥部，开展事故调查和善后处置工作。
国家卫生健康委员会派出呼吸、重症、烧伤等医疗专家赶赴事发地。1月24日晚，卫健委组织专家组与收治医院连线进行会诊。
1月25日，江西省省委书记尹弘赶赴新余市，指导1·24新余店铺火灾事故的处置工作。

## 后续影响
1月25日，新余市教育局局长曾先锋在火灾事故新闻发布会上称，已对全市所有教育机构进行消防隐患排查，并要求全市所有校外培训机构暂停培训活动以开展消防安全排查整治。